# Suso (Arteijo)
Suso es una aldea española situada en la parroquia de Arteijo, del municipio de Arteijo, en la provincia de La Coruña, Galicia.

## Demografía
| Gráfica de evolución demográfica de Suso entre 2000 y 2018 |
|                                                            |
| Datos según el nomenclátor publicado por el INE.           |